# デムビドロ空港
デムビドロ空港（デムビドロくうこう、アムハラ語:ደምቢዶሎ አየር ማረፊያ、英語:Dembidolo Airport）は、エチオピアにある空港。エチオピアのアディスアベバから約400メートル離れた所に位置している。デムビドロ空港は海抜1,574メートルに位置している。 
デムビドロ空港周辺の地形は主に丘陵地帯だが、周辺は平坦である。 近くの最高点は3,2マイル（3.2 km）の1,807メートル。 デムビドロ空港周辺は非常に人口密度が高く、 80人の住民がいる。最寄りの主要なコミュニティがあるデムビドロはデムビドロ空港の6,8キロ西にある。デムビドロ空港周辺には、主にサバンナ林が生えている。
デムビドロ空港の周辺は地中海性気候が広がっており、地域の年間平均気温は22°C。最も暖かい月は3月で、平均気温は28°C、最も寒いのは8月で、平均気温は17°Cである。平均降水量は年間1,460ミリメートルで、最も雨の多い月は平均降水量381ミリで、最も雨が降らなかった1月の降水量は6ミリメートルである。